# Florian Brügmann
Florian Brügmann (* 23. Januar 1991 in Hamburg) ist ein deutscher Fußballspieler. Der Defensivspieler steht bei Chemie Leipzig unter Vertrag und ist ehemaliger Juniorennationalspieler.

## Karriere

### Jugend
Er fing mit schon mit drei Jahren an, beim SSV Güster Fußball zu spielen. Er wechselte 2005 in die Jugendabteilung von Hansa Rostock und entschied gegen andere Bundesligisten, die ihn auch umworben hatten.

### Vereine

#### Hamburger SV
Brügmann wechselte im August 2008 von FC Hansa Rostock in die A-Jugend (U-19) des Hamburger SV.
Zur Saison 2009/10 wurde er in den Kader der zweiten Mannschaft (U-23) des HSV aufgenommen, bestritt aber in seinem letzten Juniorenjahr fast ausschließlich Spiele für die A-Jugend (U-19). Zur Saison 2010/11 erarbeitete sich Brügmann aber schnell einen Stammplatz in der U23 und wurde eine feste Größe im Team.
Am 7. Spieltag der Saison 2011/12 wurde er von seinem U-23-Trainer Rodolfo Cardoso, der zu dieser Zeit nach der Entlassung von Michael Oenning interimistisch die Profimannschaft betreute, erstmals in den Kader zu einem Bundesligaspiel berufen. Allerdings wurde er beim 2:1-Auswärtssieg gegen den VfB Stuttgart nicht eingesetzt. Bis zum Ende der Saison spielte er weiterhin mit der U-23 in der viertklassigen Regionalliga Nord. Sein Vertrag lief zum Saisonende aus.

#### VfL Bochum
Am 9. Mai 2012 gab der VfL Bochum die Verpflichtung von Brügmann bekannt. Er unterschrieb einen Zwei-Jahres-Vertrag bis zum 30. Juni 2014 und wechselte ablösefrei. Jens Todt, sportlicher Leiter des VfL Bochum, kannte Brügmann bereits aus seiner Zeit als Nachwuchskoordinator beim Hamburger SV. Sein Debüt in der 2. Bundesliga feierte er am 4. August 2012 (1. Spieltag) beim 2:1-Heimsieg gegen Dynamo Dresden.

#### Hallescher FC
Zur Saison 2013/14 wechselte Brügmann zum Drittligisten Hallescher FC.

#### FC Carl Zeiss Jena
Nachdem Brügmanns Vertrag in Halle ausgelaufen war und nicht verlängert worden war, wechselte er Anfang August 2017 zum Drittligaaufsteiger FC Carl Zeiss Jena, ein Jahr später unterschrieb auch sein Bruder Felix bei Jena einen Vertrag.

#### MSV Duisburg
Zur Saison 2019/20 wechselte er zum Zweitligaabsteiger MSV Duisburg, bei dem er am 17. August 2019 in der Partie gegen den FSV Zwickau eingewechselt wurde und somit zu seinem Debüt für den Revierclub kam. In der Hinrunde kam er auf lediglich fünf weitere Einsätze für den MSV.

#### Energie Cottbus
Innerhalb der Winterpause 2019/20 wechselte der Defensivspieler zum Regionalligisten Energie Cottbus, bei dem er erneut auf seinen Bruder traf. Sein erstes Spiel für die Lausitzer bestritt er am 8. Februar 2020 gegen Lokomotive Leipzig. Sein erstes Tor gelang ihm drei Wochen später gegen Optik Rathenow.

#### Chemie Leipzig
Von 2021 bis 2025 spielte er bei der BSG Chemie Leipzig.

### Nationalmannschaft
Brügmann bestritt jeweils zwei Partien für die deutschen U16- und U17-Junioren.